# Roman Startjenko
Roman Leonidovitj Startjenko, född 12 maj 1986 i Öskemen, är en kazakisk professionell ishockeyspelare som spelar för Barys Astana i KHL. 

## Klubbar
- Barys Astana 2003–2004, 2008–
- Kazzinc-Torpedo 2004–2008